# Low Complexity Enhancement Video Coding
Low Complexity Enhancement Video Coding (LCEVC) ist ein Standard zur Videokompression, der von der MPEG unter der Bezeichnung MPEG-5, Teil 2 festgelegt wurde. Er spezifiziert eine Datenstromstruktur, die durch zwei Komponentenströme definiert ist, einen Basisstrom, der von einem Hardware-Decoder decodiert werden kann, und einen Erweiterungsstrom, der für die Implementierung der Software-Verarbeitung mit nachhaltigem Stromverbrauch geeignet ist. Der Enhancement-Stream bietet neue Funktionen wie die Erweiterung der Komprimierungsfähigkeit bestehender Codecs, geringere Kodierungs- und Dekodierungskomplexität für Video-on-Demand und Live-Streaming-Anwendungen.

## Zeitplan
Die endgültige Festlegung des Standards (Status FDIS) wurde am 2. November 2020 bekannt gegeben.

## Motivation
Die technische Weiterentwicklung beim Streaming schreitet schnell voran, jedoch dauert es immer relativ lange, bis Hardwarelösungen für neue Kompressionsverfahren bereitstehen. Softwarelösungen sind dagegen flexibler, jedoch stößt die Programmierung für die klassische CPU bei der Videodatenverarbeitung schnell an Leistungsgrenzen. Dieses Problem soll LCEVC beheben, in dem die Vorteile beider Systeme miteinander verbunden werden.

## Verfügbarkeit
Es ist bereits möglich, Videodateien im LCEVC unter Verwendung von FFmpeg 4.0.1-17 mit der Version 2.9 Build 539246 des Kodierer P+ der Firma V-Nova zu codieren.

## Lizenzierung
Es gibt eine kostenlose Lizenz für die Integration als Software-Player (wichtig für Open-Source-basierte Betriebssysteme wie Linux und Videoplayer wie VideoLAN).
Die Nutzung des Enhancement Layers von der Emitterseite ist jedoch gebührenpflichtig.

## Software
- FFmpeg (mit Unterstützung für über 20 Basis Encoders)
- Patch für Android Open Source Project (AOSP)
- ExoPlayer (Android)
- AVPlayer (iOS)
- Microsoft UWP (Windows)
- web players: HLS.js, Shaka Player, video.js
- Integration für HTML5-fähige Webbrowser
- Viele Playback-Apps in Android/iOS/Microsoft Stores[5]

- Red Pro Platform[6]
- NETINT Transcoders mit MPEG-5 LCEVC[7]

## Belege
1. ↑  Phil Kurz 02 November 2020: MPEG-5 LCEVC Standard Achieves MPEG/ISO Final Draft Status. Abgerufen am 9. Januar 2021 (englisch).
2. ↑  Low Complexity Enhancement Video Codec. Ehemals im Original (nicht mehr online verfügbar); abgerufen am 9. Januar 2021 (britisches Englisch). (Seite nicht mehr abrufbar. Suche in Webarchiven)
3. ↑  How to Encode with LCEVC. In: Streaming Media Magazine. 12. März 2020.
4. 1 2  LCEVC Enhanced Video. In: Official LCEVC V-Nova website. 29. August 2021.
5. ↑  LCEVC: Ready for Primetime. In: Streaming Media Magazine. 29. Januar 2021.
6. ↑  Red5 Pro adds MPEG-5 LCEVC to its real-time latency platform to enhance quality in next-generation interactive applications. In: ottverse. 8. Dezember 2021.
7. ↑  V-Nova Enhance NETINT Transcoders With MPEG-5 LCEVC. In: thebroadcastbridge. 12. August 2021.